# Phaenandrogomphus tonkinicus
Phaenandrogomphus tonkinicus – gatunek ważki z rodziny gadziogłówkowatych (Gomphidae).